# Fiadora
La Fiadora è un corso d’acqua della Provincia di Treviso in Veneto, affluente del fiume Follina e del torrente Corin.

## Percorso
La Fiadora nasce nei pressi di Valmareno, da una piccola sorgente valchiusana. La roggia scorre da nord a sud e a Follina, nei pressi del “ponte del Cristo” incontra il torrente Corin. Poco prima si biforca in due rami, dei quali uno dei due si dirige verso sud-ovest, passa sotto l’altare della Basilica e sfocia nel fiume Follina.

## Origine del nome
Il nome della Fiadora (o anche "Filadora"), deriva da "filare", poiché nei pressi della sua foce nel Corin sorgeva un filatoio. Prima che questo venisse costruito (cioè prima del XVI/XVII secolo), la roggia veniva chiamata "Rugio de Marén".